# Иоганна Баварская
Иоанна Баварская (около 1356 или 1362, Гаага — 31 декабря 1386, Прага) — жена короля Вацлава IV. Королева Чехии (1378—1386) и Германии (1376—1386).

## Биография
Предположительно родилась в Гааге, Иоганна была вторым ребенком герцога Альберта I Баварского (1336—1404), от его первой жены Маргариты (1342—1386), дочери герцога Пястов Людвика I из Бжега. Её родным братом был Вильгельм VI, граф Голландии. Ее дедушкой и бабушкой по отцовской линии были император Людвиг IV и Маргарита I, графиня Голландии.
В августе 1370 года Иоганна отправилась в Прагу, где 29 сентября 1370 года вышла замуж за принца Вацлава, сына и наследника императора Карла IV и его третьей жены Анны Свидницкой. Во время свадьбы Иоганне было восемь лет, а Вацлаву было девять. Император должен был получить папское разрешение из-за близкого родства молодожёнов . Поэтому бракосочетание откладывалось до 1376 года.
В 1376 году Карл назначил своего сына королем Германии, а после его смерти в 1378 году Вацлав также унаследовал Королевство Богемия. После чего Иоганна стала королевой Германии и Богемии. Также Иоганна получила почётный титул Наставницы Бранденбурга.
Брак длился шестнадцать лет, но у супругов не было детей (существует версия что Вацлав был бесплодным из-за алкоголизма). Иоганна умерла в 1386 году в возрасте двадцати трех или двадцати четырех лет, предположительно, от последствий нападения охотничьих собак Вацлава.
Вацлав устроил пышные похороны для Иоганны, которые прошли в замке Жебрак. Согласно обычаю, тело Иоганны было выставлено в течение нескольких дней в пражских церквях и позднее было погребено в Пражском Граде. Король Вацлав при погребении супруги не присутствовал, поскольку уехал на охоту в окрестности Жебрака.